# Rue du Bocage
La rue du Bocage est une voie du 15e arrondissement de Paris, en France.

## Situation et accès
La rue du Bocage est une voie publique située dans le 15e arrondissement de Paris. Elle débute au 9, rue du Lieuvin et se termine en impasse.

## Origine du nom

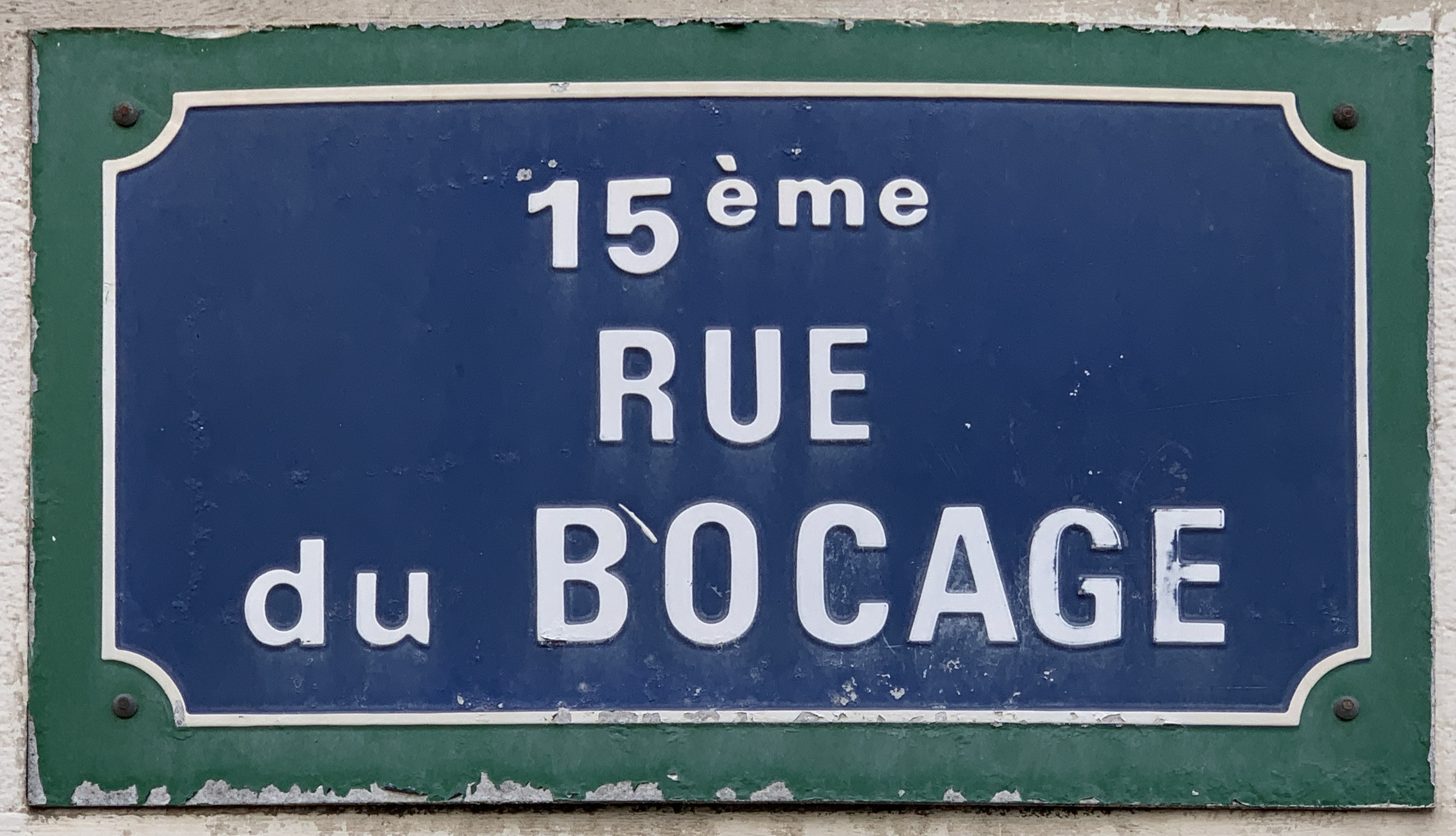
Plaque de la rue.

Elle porte le nom du Bocage normand. 

## Historique
Cette rue fut ouverte en 1935 sur l'emplacement d'un ancien dépôt de pavés.